# Grand Rapids (Michigan)
 Denne artikel omhandler byen Grand Rapids (Michigan). Der er også andre byer med dette navn, se Grand Rapids.
Grand Rapids er en by i den amerikanske delstat Michigan. Den er Michigans andenstørste by, og havde ved folketællingen i år 2000 197.800 indbyggere indenfor bygrænserne. Medregnet forstæder har byen over en million indbyggere, og er i stadig vækst. 
Grand Rapids ligger i amtet Kent County, og er den vigtigste by i den vestlige del af staten. Grand Rapids kaldes ofte "Furniture City" ("Møbelbyen"). Byen ligger ved floden Grand Rivers bredder.

## Historie
Grand Rapids-området var først beboet af Hopewellindianere. Omkring år 1700 overtog Ottawaindianere området, og etablerede flere landsbyer i området omkring Grand River.
Tidligt i 1800-tallet kom europæerne til området. Den første bølge af europæere var pelshandlere og missionærer. Områdets første permanente handelspost blev etableret af Joseph og Madeline La Framboise, men efter ægtemandens død flyttede Madeline ud af området. I 1825 kom den første permanente hvide nybygger, Isaac McCoy.
I 1826 kom Louis Campau til området. Fem år senere kom føderale myndigheder til området, og trak grænserne for amtet Kent County. Campau købte da 291.000 m² af amtet af myndighederne for $90. Store områder i nærheden blev købt af rivalen Lucius Lyon. 
I løbet af 1830'erne kom der mange nybyggere fra New England, og ved den første officielle folketælling i 1845 var der 1510 indbyggere i området. Den 1. maj 1850 blev byen Grand Rapids officielt stiftet. Byen havde da 2686 indbyggere. I 1857 omfattede byen 27 km². Mod slutningen af århundredet blev Grand Rapids center for immigration fra Holland, noget som fortsat sætter sit præg på byen.
Tømmerindustri kom til at dominere Grand Rapids i anden halvdel af 1800-tallet. Møbelindustrien blev byens vigtigste erhverv, noget som gav byen dens tilnavn. Under en international udstilling i Philadelphia i 1876 blev byen for alvor kendt som møbelproducent. I dag bliver der fortsat produceret store mængder kontormøbler i Grand Rapids.
Jernbanen kom til Grand Rapids i 1876, med en forbindelse til Cedar Springs. Jernbaneforbindelsen blev senere udvidet til Muskegon, Indiana og Ohio.
USA's første hydroelektriske turbine blev taget i brug i Grand Rapids i 1880. Ved århundredeskiftet var byens indbyggertal steget til 82.565. I 1926 fik Grand Rapids USA's første ruteflyvninger, til Detroit.

## Geografi
Grand Rapids ligger langs bredderne af Grand River, ca. 200 meter over havet. Byen ligger ca. 50 km øst for Michigansøen. Delstatshovedstaden Lansing ligger ca. 100 km sydøst for Grand Rapids. 
Byens areal er 117,4 km², hvoraf 115,6 km² er land.

## Demografi
Grand Rapids er hovedkvarteret til de to store calvinistiske kirkesamfund Christian Reformed Church in North America og Reformed Church in America. Dette har sin baggrund i det store antal der nedstammer fra Holland. Der findes også grupper af afro-amerikanere og polakker i byen.
I år 2000 havde byen 197.800 indbyggere, 73.217 husstande og 44.369 familier. Folketætheden var 1710,8 pr. km².
27% af befolkningen er under 18 år, 13,1% er 18 til 24, 16,7% er 45 til 64 og 11,6% er over 65. Medianalderen er 30 år. Pr. 100 kvinder bor der 95,8 mænd i Grand Rapids. Regner man bare med indbyggerene over 18 år er der 92,5 mænd pr. 100 kvinder.
Medianindtægten for en husstand er $37.224, for familier er tallet $44.224. Mænd har en medianindtægt på $33.050, kvinder har $26.382. 15,7% af indbyggerene er under fattigdomsgrænsen. Af de under fattigdomsgrænsen er 19,4% under 18 år og 10,4% over 65 år.

## Politik
Akkurat som i områderne omkring har Grand Rapids traditionelt været en konservativ by, og et trygt distrikt for det republikanske parti. Distriktets mandat i den amerikanske kongres er nu besat af Vern Ehlers. Senere præsident Gerald Ford sad i kongressen i dette distrikt fra 1949 til 1974. Lufthavnen i Grand Rapids er derfor opkaldt efter Ford.
Grand Rapids er kendt for at vælge relativt moderate republikanere. I selve Grand Rapids (uden forstæder) støttede flertallet demokraterne Al Gore i 2000 og John Kerry i 2004.

## Økonomi
Traditionelt har møbelindustri og til dels bilindustri været hovederhvervet i Grand Rapids. I de senere år er aktiviteten i disse brancher gået ned, men kontormøbelproducenterne American Seating og Steelcase holder fortsat til i byen.

## Uddannelse
Der findes flere højere uddannelsesinstitutioner i Grand Rapids. Grace Bible College, Aquinas College, Calvin College, Kuyper College (tidligere Reformed Bible College) og Cornerstone University er alle private, religiøse uddannelsesinstitutioner i byen. Grand Rapids Community College, Ferris State University, Davenport University og Grand Valley State University har alle campuser centralt i Grand Rapids.

## Kulturliv
Den første weekend i juni hvert år afholdes der en kunstfestival i Grand Rapids. Under festivalen (af lokale bare omtalt som "The Festival") arrangeres det flere koncerter, salg af forskellige typer etnisk mad, samt mange kunstrelaterede aktiviteter. Hele festivalen drives af frivillige.
Frederik Meijer Gardens and Sculpture Park er en stor botanisk have i Grand Rapids. Den indeholder også en skulpturpark, med 170 skulpturer af kendte kunstnere som blandt andet Magdalena Abakanowicz, Jonathan Borofsky, Alexander Calder, Mark di Suvero, Henry Moore, Claes Oldenburg, Arnaldo Pomodoro, Nina Akamu og Kenneth Snelson.

## Kendte personer med tilknytning til Grand Rapids
- Gillian Anderson, skuespillerinde kendt fra "X-Files"
- Roger B. Chaffee, astronaut på Apollo 1
- Gerald R. Ford, præsident i USA
- Betty Ford, Gerald Fords kone
- Al Green, musiker
- Jack Robert Lousma, astronaut
- Anthony Kiedis, sanger i Red Hot Chili Peppers
- Paul Schrader, manuskriptforfatter
- Del Shannon, musiker
- Edmund Casimir Szoka, kardinal i den katolske kirke
- James Toney, bokser
- Tony Tucker, bokser
- Arthur H. Vandenberg, senator